# رون غونثر
رون غونثر (بالإنجليزية: Ron Guenther)‏ هو لاعب كرة قدم أمريكية أمريكي، ولد في 3 أكتوبر 1945.